# François-Antoine Brendel
Pour les articles homonymes, voir Brendel.
François-Antoine Brendel, né le 4 octobre 1735 à Lohr, mort à Strasbourg le 22 mai 1799, est un ecclésiastique français, évêque constitutionnel du Bas-Rhin  siégeant à Strasbourg, sous la Révolution française.

## Biographie
François Antoine Brendel naît le 4 octobre 1735 à Lohr am Main, en Bavière. Il est le fils du marchand de bois Mathias Brändtl, originaire du Tyrol, mais qui a immigré vers 1720 à Memmelshoffen où il travaille également comme receveur pour le prince de Hesse-Darmstadt. Sa mère, Jeanne-Françoise Wilck, est quant à elle originaire de Walschbronn, en Moselle,.
Après avoir appris les bases de la lecture et de l’écriture chez le curé de Keffenach, il effectue une année au collège d’Ensisheim avant de le quitter pour celui de Haguenau en 1750. À sa sortie en 1753, il effectue un bref passage à Pont-à-Mousson pour apprendre le français avant d’entrer au Grand séminaire de Strasbourg en 1754. À l’issue de sa formation en 1759, il est ordonné prêtre et devient vicaire à Huttenheim, quelques jours après avoir célébré sa première messe à Soultz-sous-Forêts le 26 décembre 1759,. Il devient par la suite curé de cette dernière paroisse en 1762.
François Antoine Brendel quitte Soultz en 1765 pour devenir prédicateur à la cathédrale Notre-Dame de Strasbourg, puis prédicateur-controversiste à partir de 1767. Devenu professeur de droit canonique au Grand séminaire à partir de 1769, il se fait remarquer pour ses critiques de la papauté, sans que cela ne compromette toutefois sa position,.
François Antoine Brendel se rallie aux révolutionnaires dès le début de la Révolution et prête serment à la Constitution civile du clergé le 2 février 1791. Vivement critiqué, il se justifie par un long discours dans lequel il déclare que la Constitution civile est « anticanonique, pas anticatholique ». Les critiques ne l’empêchent par ailleurs pas de présenter sa candidature à l’épiscopat constitutionnel du Bas-Rhin. Seul candidat d’une élection massivement boycottée par les catholiques, il est élu par la majorité des seulement quatre cent dix-neuf électeurs s’étant présentés. Il semble en outre y avoir eu parmi eux une proportion non négligeable de protestants, ce qui donnera lieu ultérieurement à controverse.
Sacré à Paris le 13 mars 1791 par Jean-Baptiste Gobel, il revient à Strasbourg pour son intronisation à la cathédrale le 25 mars. Celle-ci se passe mal : non seulement les professeurs et les élèves du séminaire refusent d’y assister, mais le nouvel évêque est pris à partie est insulté par ses curés. Les mois suivants se passent dans une ambiance similaire, d’autant plus que le cardinal Louis-René de Rohan l’a déclaré hérétique et interdit au clergé de le reconnaître comme évêque,. Bien qu’une partie conséquente de son clergé ait émigré ou refuse de lui obéir, Brendel ne se laisse pas désarmer et entreprend de faire venir d’Allemagne des prêtres comme Euloge Schneider pour occuper les cures et les vicariats vacants.
En dépit de son obéissance au régime révolutionnaire, il se trouve menacé pendant la Terreur et préfère renoncer à l’épiscopat et à la prêtrise le 19 novembre 1793. Devenu à la fin de l’année 1795 archiviste du Bas-Rhin, il tente de récupérer l’épiscopat lors du rétablissement du culte en 1796, mais renonce définitivement le 26 juin 1797 face au rejet massif de l’Église constitutionnel par la population. il meurt peu de temps après à Strasbourg le 22 mai 1799.